# Matignons-Kultur
Die Matignons-Kultur, Französisch culture des Matignons bzw. civilisation des Matignons, ist eine Kulturstufe des Mittel-/Endneolithikums. Sie bestand während des 4. Jahrtausends v. Chr. im zentralen Westfrankreich. Die Kultur zeichnet sich vor allem durch ihre befestigten Grubenwerke aus.

## Etymologie und Geschichte

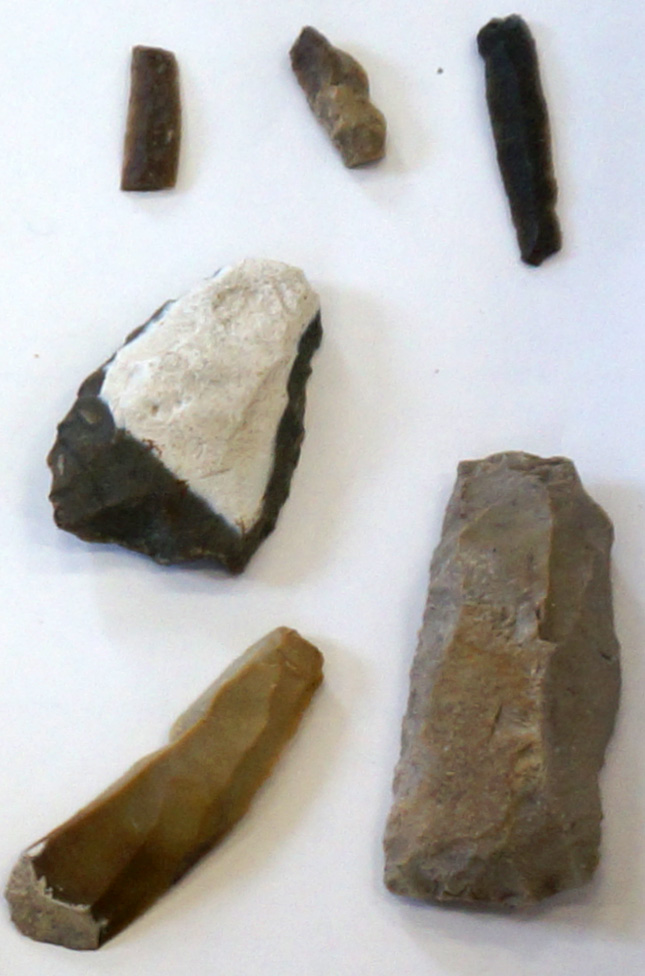
Steinartefakten der Matignons-Kultur von Pont d’Husson in Pons

Der Name der Kultur leitet sich von den beiden Grubenwerken von Les Matignons ab, die 1960 in der Nähe des zur Gemeinde Juillac-le-Coq gehörenden Weilers Les Matignons (Département Charente in der Region Nouvelle-Aquitaine) von Claude Burnez und Humphrey Case archäologisch untersucht wurden. Die beiden Autoren konnten zeigen, dass das östliche Grubenwerk I älter war als das Grubenwerk II und einer anderen Kulturstufe zuzuordnen war – eben der Matignons-Kultur. Das jüngere Grubenwerk II war von der Peu-Richard-Kultur angelegt worden und überlappt das Grubenwerk I. Die damaligen Grabungen brachten mehr als 10.000 Keramikscherben und rund 9.000 Steinartefakten ans Tageslicht.

## Geographische Verbreitung
Ausgehend von der Typlokalität südlich von Cognac fand die Matignons-Kultur ihre Hauptentfaltung im Cognaçais und in der Saintonge. Nach Norden erstreckte sie sich in den Marais poitevin und nach Südosten in den Périgord bis an den Mittellauf der Dronne und der Isle. Sie war sehr gut am Unter- und Mittellauf der Charente verwurzelt, ihre Ostausdehnung über Angoulême hinaus ist jedoch noch nicht bekannt. Gen Süden findet sie sich im Médoc, im Libournais und im Entre deux mers.

## Siedlungsplätze
Die Siedlungsplätze der Matignons-Kultur wurden von großen kreisförmigen Grubenwerken beschützt und von ein oder oft auch zwei und mehreren tiefen Grabenanlagen umgürtet. Bisher bekannt ist die enorme Anzahl von gut 250 dieser Anlagen während des Néolithique récent I. Auf der Innenseite der Gräben standen Holzpalisaden oder aus dem Grabenaushub errichtete Mauern. Die Zugänge waren aus Verteidigungszwecken als so genannte Krabbenzangen (Französisch pinces de crabes) angelegt. Im Innern standen meist Wohnhäuser aus Holz mit Einfriedungen für die Haustiere. Aufgrund ihres hohen Alters sind die Gräben mittlerweile stark verfüllt, jedoch auf Luftbildern meist noch recht gut zu erkennen. Oft riegelten die Grubenwerke auch Geländevorsprünge ab (Französisch éperon barré), befanden sich aber meist auf Hanglagen – es sind aber auch Tallagen bekannt.

## Landwirtschaft
Die Haustierhaltung wird durch zahlreiche Knochenfunde bestätigt. Mehrheitlich vertreten sind Rinderknochen. Ochsen wurden wahrscheinlich als Last- und Zugtiere (zum Pflügen und Eggen) eingesetzt. Es wurde aber weiterhin der Jagd nachgegangen – abzulesen an Knochenfunden von Wildschwein, Hirsch, Reh und anderen Kleinsäugern.

## Begräbnisstätten
Bisher konnten der Matignons-Kultur im Gegensatz zu den vorangegangenen Megalithkulturen keinerlei eindeutig kollektive Begräbnisstätten zugeordnet werden. In manchen der Gräben wurden jedoch einige menschliche Skelettfunde gemacht, unter anderem auch eine Doppelbestattung. Die Bestattungen waren generell wahl- und richtungslos erfolgt. Die Verstorbenen waren gelegentlich in vergänglichem Material eingehüllt, von Steinen umgrenzt und womöglich auch mit Holzplanken oder Ähnlichem abgedeckt worden.

## Artefakten

### Steinwerkzeuge
Was die Steinwerkzeuge anbelangt, so lassen sich im Verlauf der Matignons-Kultur gegenüber dem Mittelneolithikum keine tiefgreifenden Veränderungen feststellen – insbesondere was ihre Herstellungsmethoden und ihre Abschlagtechniken betrifft, welche nach wie vor nur mittels hartem Abschlagsgerät (Französisch percuteur dur) erfolgten. Die Werkzeuge wurden meist nur aus schlecht vorbereiteten Steinkernen erzeugt, mit einer oder auch mehreren Abschlagsebenen und gelegentlich zentripetalen Abschlagsrichtungen. Klingen wurden untergeordnet hergestellt und nehmen nur ungefähr 10 Prozent der Gesamtproduktion in Anspruch. Sie waren meist kurz und unregelmäßig und folgten oft der Kombewa-Methode. Abschläge hierbei fanden für andere Schneidewerkzeuge Verwendung. Größere Neuerungen betrafen recht dicke Bohrer (erstmals erscheinen Bohrer des Typs Moulin de Vent), Messer und sehr häufige kleine Stichel (Französisch micro-denticulés). Bei den Messern handelt es sich nicht mehr nur um Rückenmesser mit abrupt retuschiertem Rand. Vielmehr treten jetzt auch inverse, alternierende oder bifaziale Retuschierungen zur Dickenreduktion der Ränder auf. Ihre Schneiden besitzen oft eine durch den Gebrauch bedingte Lüstrierung. Stichel kommen sehr häufig vor und beruhen auf länglichen Klingenabschlägen, die leicht gedreht sein können.
Die Schneidewerkzeuge der Matignons-Kultur war generell scharfkantig, wobei dreieckige Querschnitte die trapezförmigen (typisch für die spätere Peu-Richard-Kultur) überwiegten. Zwar überdauerten nach wie vor die beidseitigen Abschläge (Französisch bi-troncatures), wurden aber zunehmend von bifazialer Retuschierung abgelöst.

### Keramik

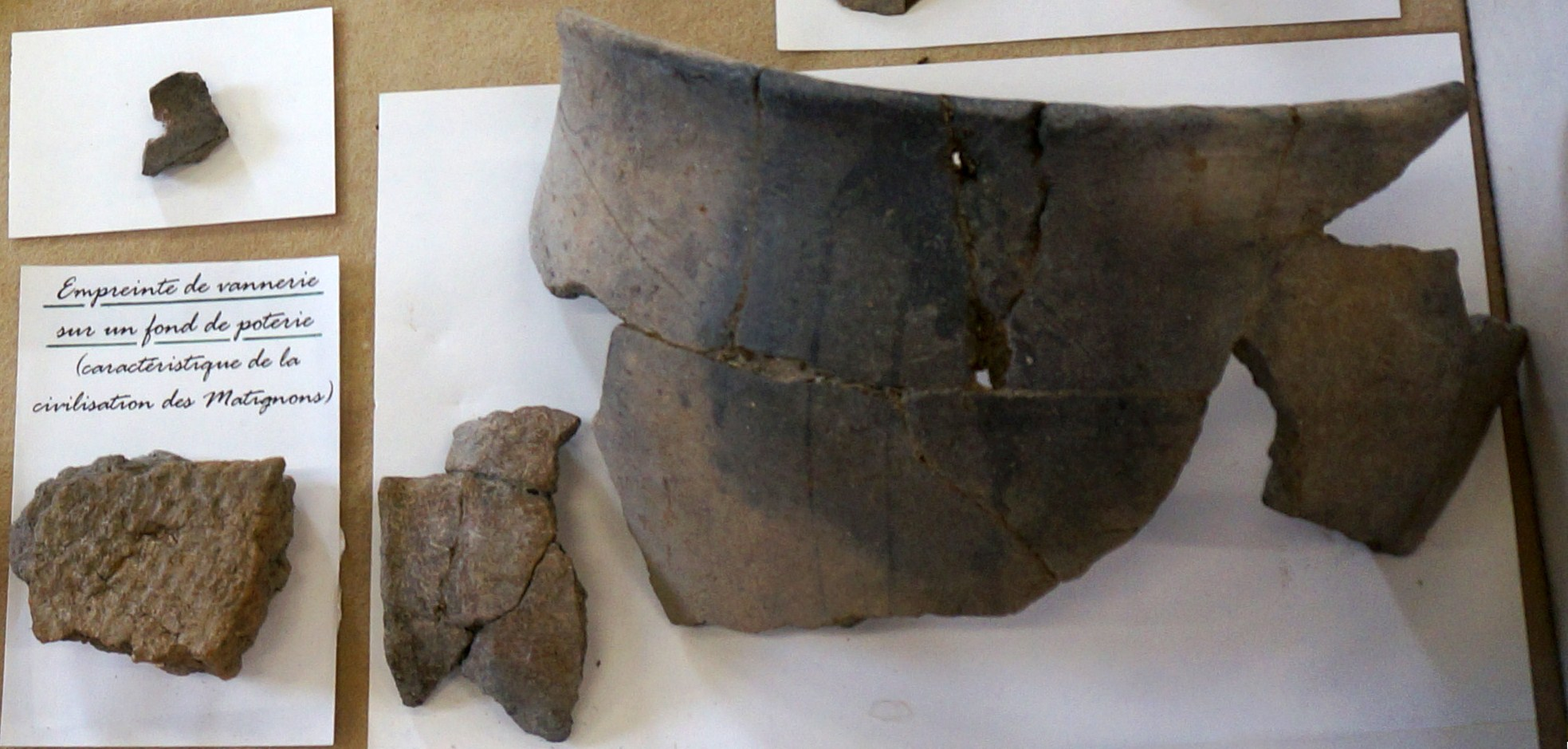
Keramik der Matignons-Kultur von Pont d’Husson in Pons, links Korbabdruck

Die Keramikreste der Matignons-Kultur können zwei Gruppen zugeordnet werden. Angetroffen werden einerseits eine Bandbreite kleinerer Gefäße, die dünnwandig gearbeitet sind und deren Oberflächen durch Glattreiben braun erscheinen. Größere Gefäße wie Vasen, Schalen oder Schüsseln sind flachgrundig, manchmal auch leicht kielförmig und können einen Schulteransatz aufweisen. Teller sind selten. Die kreisrunden Flachböden – sie erscheinen erstmals in der Matignons-Kultur – lassen oft auch noch Abdrücke von Korbgeflecht erkennen – eine Technik, die bisher nur bei der Matignons-Kultur Verwendung fand. Verzierungen sind selten und beschränken sich meist nur auf Schnurmuster und charakteristische, doppelt auftretende kelchartige Vertiefungen (Französisch cupules). Oft ist unter den Rändern großer Flachbodengefäße ein dicker, glatter Wulst zu sehen – bei feinwandigen Vasen auch ein von der Öffnung senkrecht herabziehendes Schnurmuster. Die Vasen mit Flachböden besitzen ein bauchiges Profil, das von den Böden meist leicht überragt wird. Bei den beiden einander gegenüber stehenden Griffen (im Unterschied zur Peu-Richard-Kultur, die meist vier aufweist) überwiegen Knöpfe, waagrechte Ohren oder einfache Wulsthenkel.

## Ursprung
Der Ursprung der Matignons-Kultur liegt nach wie vor im Dunkeln, insbesondere was ihre Keramik – erstmaliges Auftreten von Flachböden – anbelangt. In Frage kämen Kulturen des Mittelneolithikums I oder II – das Chasséen, die Seine-Oise-Marne-Kultur, das NMO (Französisch Néolithique Moyen Occidental) und auch Kontakte zur Bretagne sind denkbar. Mögliche Vorläufer aus dem Mittelneolithikum sind aber bisher nicht eindeutig auszumachen.

## Alter
Ursprüngliche, in den 1960er Jahren vorgenommene Radiokarbondatierungen hatten an der Typlokalität noch Alter von 2600 bzw. 2400 v. Chr. erbracht. Die Matignons-Kultur wird aber mittlerweile als wesentlich älter eingestuft und jetzt dem Néolithique récent I zugewiesen. Demnach beginnt die Kultur bei 3900 v. Chr., erreicht ihren Höhepunkt zwischen 3700 und 3300 v. Chr. und besteht sodann bis 2800 v. Chr. weiter fort.
Gleichzeitige Nachbarkulturen sind das Chasséen im südöstlichen Aquitanien und das noch wenig umrissene Crosien im Übergangsbereich zwischen den beiden Kulturen südlich des Lots. Das Chasséen war im Auslaufen begriffen und bestand noch bis 3200 v. Chr. weiter fort. Das in etwa zeitgleiche Croisien erschien 3600 v. Chr. und verschwand gegen 2900 v. Chr.
Claude Burnez schlug anhand keramischer Unterschiede eine Unterteilung der Matignons-Kultur in eine ältere (Matignons ancien) und eine jüngere Stufe (Matignons récent) vor, deren zeitliche Abgrenzung in etwa bei 3500 v. Chr. zu liegen kommt.

## Fundstätten
Neben der Typlokalität in der Charente sind folgende Fundstätten der Matignons-Kultur bekannt:
- Abzac, Le Pétreau
- Arçais, Le Lidon[5]
- Barbezieux-Saint-Hilaire, Font-Rase[4] – 5170 ± 90 BP und 4920 ± 80 BP (kalibriert 3987 ± 140 und 3739 ± 84 v. Chr.)
- Barzan, Colline de la Garde
- Berneuil, Mourez
- Bertric-Burée, La Vigne Plate
- Biron, Réjolles
- Bouteilles-Saint-Sébastien, Chez Nicou
- Chenommet, Bellevue[6]
- Courcoury, Les Orgeries
- Cozes, La Maison rouge
- Festalemps, Le Bois du Fau[7] – 4900 ± 45 BP (kalibriert 3698 ± 39 v. Chr.)
- Gensac-la-Pallue, Soubérac[8]
- La Jard, Chaillot
- Le Château-d’Oléron, Ors
- Lugasson
- Mainxe, Le Brandart/Montagant
- Pons (Bougneau), Pont d’Husson[9]
- Rochefort, La Case-aux-Prêtres
- Salles-d’Angles
- Segonzac, Biard und Font-Belle[4]
- Semussac, Chez Reine[10]
- Soubise, La Sauzaie[11]
- Thénac, Peu-Richard
- Vibrac, La Grande Prairie[12]
- Villegouge

Diese Siedlungsplätze wurden von der sich anschließenden Peu-Richard-Kultur weiter benutzt.